# Nuoto ai Giochi della VIII Olimpiade - Staffetta 4x200 metri stile libero maschile
La gara dei Staffetta 4x200 metri stile libero  dei Giochi di Parigi 1924 si disputò in tre turni il 18 e 20 luglio. Gli atleti partecipanti furono 57, provenienti da 13 nazioni.

## Primo turno
Si è disputato il 18 luglio. Le prime due squadre di ogni batteria e la squadra con il miglior tempo avanzarono alle semifinali.
- Batteria 1

| Pos. | Nazione     | Atleti                                                                | Tempo   | Note |
| ---- | ----------- | --------------------------------------------------------------------- | ------- | ---- |
| 1    | Stati Uniti | Ralph Breyer Harry Glancy Wally O'Connor Dick Howell                  | 10'41"6 | Q    |
| 2    | Italia      | Renato Bacigalupo Agostino Frassinetti Gianni Patrignani Emilio Polli | 11'05"2 | Q    |
| 3    | Jugoslavia  | Ivo Arčanin Ante Roje Vlado Smokvina Atilije Venturini                | 12'02"4 |      |
| 4    | Spagna      | Ramón Berdomás Pedro Méndez Julio Peredejordi José Manuel Pinillo     | 12'21"2 |      |

- Batteria 2

| Pos. | Nazione     | Atleti                                               | Tempo   | Note |
| ---- | ----------- | ---------------------------------------------------- | ------- | ---- |
| 1    | Svezia      | Orvar Trolle Georg Werner Thor Henning Gösta Persson | 11'15"4 | Q    |
| 2    | Paesi Bassi | Gé Dekker Otto Hoogesteyn Sjaak Köhler Frits Schutte | 11'35"6 | Q    |
| -    | Grecia      | -                                                    | DNS     |      |
| -    | Ungheria    | -                                                    | DNS     |      |

- Batteria 3

| Pos. | Nazione        | Atleti                                                    | Tempo   | Note |
| ---- | -------------- | --------------------------------------------------------- | ------- | ---- |
| 1    | Australia      | Moss Christie Frank Beaurepaire Ernest Henry Ivan Stedman | 10'21"2 | Q    |
| 2    | Giappone       | Torahiko Miyahata Kazuo Noda Kazuo Onoda Katsuo Takaishi  | 10'24"2 | Q    |
| 3    | Cecoslovacchia | Václav Antoš Stanislav Bičák Viktor Legát Rudolf Piowatý  | 11'12"8 | q    |
| 4    | Argentina      | Juan Behrensen Tomás Jones Jorge Moreau Alberto Zorrilla  | 11'25"0 |      |

- Batteria 4

| Pos. | Nazione       | Atleti                                                         | Tempo   | Note |
| ---- | ------------- | -------------------------------------------------------------- | ------- | ---- |
| 1    | Francia       | Guy Middleton Henri Padou Édouard van Zeveren Émile Zeibig     | 10'41"4 | Q    |
| 2    | Gran Bretagna | Harold Annison Albert Dickin Percy Peter Leslie Savage         | 10'52"6 | Q    |
| 3    | Belgio        | A. Buydens Joseph Callens Émile Thienpondt Martial Van Schelle | 11'14"8 |      |

## Semifinali
Si sono disputate il 18 luglio. Le prime due squadre di ogni batteria e la squadra con il miglior tempo avanzarono alla finale.
- Batteria 1

| Pos. | Nazione        | Atleti                                                         | Tempo   | Note |
| ---- | -------------- | -------------------------------------------------------------- | ------- | ---- |
| 1    | Francia        | Guy Middleton Henri Padou Édouard van Zeveren Émile Zeibig     | 10'41"4 | Q    |
| 2    | Gran Bretagna  | Harold Annison Albert Dickin Percy Peter John Thomson          | 10'52"6 | Q    |
| 3    | Belgio         | A. Buydens Joseph Callens Émile Thienpondt Martial Van Schelle | 11'14"8 |      |
| -    | Cecoslovacchia | Václav Antoš Stanislav Bičák Viktor Legát Rudolf Piowatý       | DNS     |      |

- Batteria 2

| Pos. | Nazione     | Atleti                                                                  | Tempo   | Note |
| ---- | ----------- | ----------------------------------------------------------------------- | ------- | ---- |
| 1    | Stati Uniti | Ralph Breyer Harry Glancy Wally O'Connor Dick Howell                    | 9'59"4  | Q    |
| 2    | Svezia      | Arne Borg Åke Borg Orvar Trolle Georg Werner Thor Henning Gösta Persson | 10'08"2 | Q    |
| 3    | Giappone    | Torahiko Miyahata Kazuo Noda Kazuo Onoda Katsuo Takaishi                | 10'12"4 | q    |
| 4    | Italia      | Renato Bacigalupo Agostino Frassinetti Gianni Patrignani Emilio Polli   | 11'00"4 |      |

## Finale
| Pos.    | Nazione       | Atleti                                                      | Tempo   | Note                              |
| ------- | ------------- | ----------------------------------------------------------- | ------- | --------------------------------- |
| Oro     | Stati Uniti   | Ralph Breyer Harry Glancy Wally O'Connor Johnny Weissmuller | 9'53"4  | Record mondiale · Record olimpico |
| Argento | Australia     | Boy Charlton Moss Christie Frank Beaurepaire Ernest Henry   | 10'02"2 |                                   |
| Bronzo  | Svezia        | Arne Borg Åke Borg Orvar Trolle Georg Werner                | 10'06"8 |                                   |
| 4       | Giappone      | Torahiko Miyahata Kazuo Noda Kazuo Onoda Katsuo Takaishi    | 10'16"2 |                                   |
| 5       | Gran Bretagna | Harold Annison Albert Dickin Percy Peter John Thomson       | 10'19"4 |                                   |